# Lobelia oligophylla
Lobelia oligophylla là loài thực vật có hoa trong họ Hoa chuông. Loài này được (Wedd.) Lammers mô tả khoa học đầu tiên năm 1999.